# گاوماهی گورخری
گاوماهی گورخری (نام علمی: Zebrus zebrus) نام یک گونه از تیره گاوماهیان است.